# 泰诺脊齿兽属
泰諾脊齒獸屬（学名：Teinolophos）是一屬史前單孔類或產卵哺乳動物，它生活在下白堊紀巴雷姆紀晚期，來自泰諾脊齒獸屬，是其史前屬的目前唯一物種。從四個標本中得知，每個標本都包含從澳大利亞維多利亞州的地層採集的部分下頜骨的特徵。
物種名稱是為了紀念藝術家彼得·特魯斯勒。屬名泰諾脊齒獸的意思是“延伸的脊”，指的是它的牙齒結構。
最初，泰諾脊齒獸被認為是一種真汎獸類。進一步的研究揭示了與硬齒鴨嘴獸的相似之處，除了體型：這種動物長約 10 厘米。它通常被列為類固齒動物，儘管它可能更基礎。 
泰諾脊齒獸在單孔類進化中有很大的分歧，因此在 2022 年有人提議將它移到自己的科---泰諾脊齒獸科 中。 
正模標本是被稱為 NMV P208231 的部分左側齒骨。大約 1.23 億年的年齡使它成為已知最早的單孔目動物。下臼齒在形態上與硬齒鴨嘴獸的 m2 大致相似。三角骨被壓縮，爪骨沒有盆地。齒骨的大小大約是硬齒鴨嘴獸的六分之一，磨損的刻面表明與上臼齒的“正交”咬合。

## 下属物种
本属包括以下物种：
- 泰诺脊齿兽 Teinolophos trusleri Rich et al., 1999